# 比辛基
比辛基（法語：Bisinchi，法語發音：[bizinki]）是法国上科西嘉省的一个市镇，属于科尔泰区。

## 地理
比辛基（42°28'42"N, 9°19'25"E）面积12.66 平方千米，位于法国上科西嘉省，该省份位于科西嘉北部，后者为地中海西部的一座岛屿，也是法国的一个单一领土集体，位于法国大陆部分的东南面，意大利半島的西面，最临近的地块是撒丁岛。
与比辛基接壤的市镇（或旧市镇、城区）包括：比戈尔诺、卡斯泰洛-迪罗斯蒂诺、奥尔蒂波里奥。

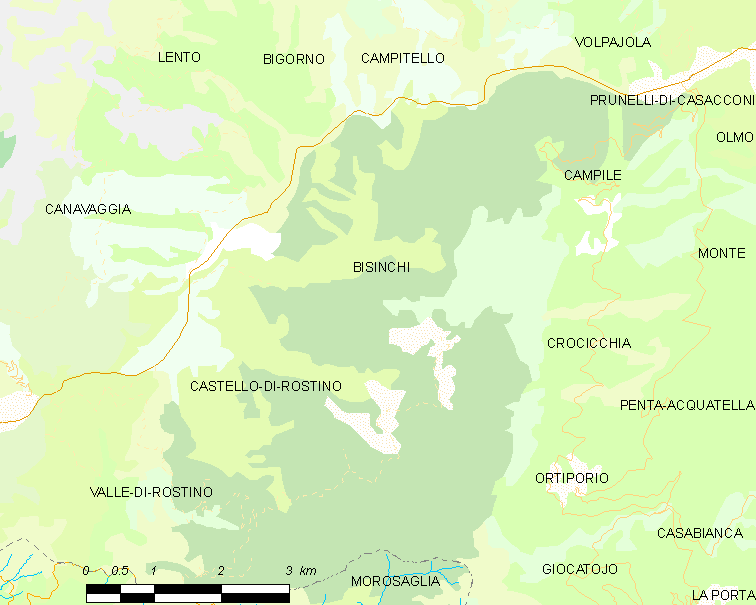
比辛基的OSM定位图

比辛基的时区为UTC+01:00、UTC+02:00（夏令时）。

## 行政
比辛基的邮政编码为20235，INSEE市镇编码为2B039。

## 政治
比辛基所属的省级选区为戈洛-莫罗萨利亚县。

## 人口

1962-2008年间比辛基人口变化图示

比辛基于2022年1月1日时的人口数量为198人。